# 甘亚夫内
甘亚夫内（希伯来语：‎）是以色列中央区的一个社区。

## 友好城市
- 加拿大温尼伯
- 法国皮托